# 松坂直美
松坂 直美（まつざか なおみ、1910年-2002年）は、戦前から戦後にかけて国内で活躍した作詞家である。舟木一夫や美空ひばりに作詞を提供したこともあり、日本詩人連盟会長、日本訳詩家協会理事長、長崎県人会常任理事、雪州会（在京壱岐人会）会長などを務めた。

## 生涯
明治43年（1910年）長崎県壱岐市芦辺町生まれ。深江にて青少年期を送る。昭和7年（1932年）に流行歌「山のあけくれ」「時雨する頃」の作詞を手がけ、いずれも古関裕而（こせきゆうじ）作曲のレコードでデビュー。1933年（昭和8年）以降はペン一筋の生活に徹した。2002年（平成14年）に92歳で亡くなった。

## 作品
長崎県壱岐市内の小中学校の校歌として、三島小学校、沼津小学校、芦辺小学校、田河小学校、那賀中学校、田河中学校などがある。主な作品として玄海ワルツ、緑の牧場、夕陽の古戦場、ふるさとはネムの花咲く、玄海慕情、花ごよみふるさとの四季、淡雪の賦、芦辺町民歌、郷ノ浦町町歌、勝本小唄、アカシアの花など2000余曲の作詞を行った。

### 校歌・作詞
- 壱岐市立芦辺小学校　作曲は遠藤実。校名の芦辺は登場しないが、各番とも「楽し学舎（まなびや）われらが母校」で終わる。
- 壱岐市立田河小学校　作曲は原賢一。各番とも「伸び行く田河小学校」で終わる。
- 壱岐市立田河中学校　作曲は八州秀章。各番とも「田河 田河 田河 田河中学」で終わる。
- 壱岐市立那賀中学校　作曲は八州秀章。各番とも「学ぶ那賀中楽しい母校」で終わる。
- 富山県立高岡工芸高等学校　作曲は平井保喜。各番とも「工芸 工芸 高岡工芸」で終わる。

### 流行歌・作詞
- 時雨する頃（関種子）1932年（昭和7年）
- 山のあけくれ（米倉俊英）1932年（昭和7年）
- 波浮の夜船（きみ榮）
- 砂丘を越えて（青葉笙子）
- 黒龍千里（北廉太郎）
- 男の行く道（北廉太郎）
- 浮世の旅路（山中みゆき）
- 虹よ消ゆるな（東海林太郎）
- 旅姿峠の唄（上原敏）
- 沓掛街道（上原敏）
- 國境千里（田端義夫）
- 石狩の春（田端義夫）
- 朝の街角（近江志郎）
- 歓喜の乙女（近江志郎）
- 雨の天城路（三丁目文夫）
- 流す筏も（高山美枝子）
- 南国の故郷（如月俊夫）1941年（昭和16年）
- 今宵酒場の灯の影で　1949年（昭和24年）
- 古城の乙女（松田トシ）1950年（昭和25年）
- 楽しい日曜日（美空ひばり）1954年
- 深夜の女（武井義明）1958年
- 月の戦線（児玉好雄）
- 港の純情（児玉好雄）
- 艶歌船（北島三郎）1964年
- 流浪（舟木一夫）1972年　など

### 映画主題歌・作詞
- 『名月佐太郎笠』主題歌
- 『二本松少年隊』主題歌 誉れの若武者（高田浩吉）　など

### 児童劇
- 『メイコちゃんの非常時讀本』（中村メイ子、清水美佐子、獨唱：矢島英子）
- 『お化け地蔵』児童劇集　など

## 著書
- 『わが人生は闘争なり－松永安左エ門の世界』教文出版 1980年
- 『まぼろしのスタートニーの思い出』1968年
- 『確実に返事がもらえるファン・レターの書き方―上手な書き方と人気歌手への実例文』1967年
- 『私が歌手になるまで』1949年
- 『嵐に花は散らず』少女小説集
- 『花信』詩リーフレット　など